# David Fabricius
David Fabricius (ur. 9 marca 1564 w Esens, zm. 7 maja 1617 w Osteel) – holenderski astronom i teolog, ojciec Johannesa Fabricius również astronoma, z którym prowadził wspólne obserwacje.
W sierpniu 1596 roku odkrył pierwszą gwiazdę zmienną Mira Ceti. W 1604 niezależnie od Keplera i Galileusza zauważył i obserwował nową w gwiazdozbiorze Wężownika.